# Institut Català de les Dones
L'Institut Català de les Dones és un organisme del Govern de la Generalitat de Catalunya encarregat de dissenyar, impulsar, coordinar i avaluar les polítiques per a l'equitat de gènere. Fou creat el 1989 i està adscrit al Departament d'Igualtat i Feminisme de la Generalitat de Catalunya. Té una seu central a Barcelona i quatre seus territorials a Girona, Lleida, Tarragona, i Terres de l'Ebre.
Treballa per al reconeixement de les aportacions de les dones en la construcció, el manteniment i la transformació de la societat i el foment de la seva participació a tots els espais consultius. Es tracta de donar valor i reconèixer els sabers i coneixements específics que han desenvolupat al llarg de la història i desenvolupar polítiques que incorporin experiències feministes.
Compta amb el Centre de Documentació Joaquima Alemany, que té més de 25.000 referències sobre dones i forma part de la xarxa de Biblioteques Especialitzades de la Generalitat de Catalunya, a més d’estar integrat al Catàleg Col·lectiu de les Universitats de Catalunya.
L’Institut Català de les Dones crea indicadors i dossiers estadístics des del seu Observatori de la Igualtat de Gènere per donar a conèixer les desigualtats que viuen dones i homes a Catalunya i treballa en la introducció de la perspectiva de gènere interseccional a les estadístiques.
L’Observatori ha desenvolupat juntament amb l'Institut d’Estadística de Catalunya l’índex d’igualtat de gènere de Catalunya, que el 2022 es va situar al 74,1 (sent 1 la màxima desigualtat i 100 la màxima igualtat).
Treballa en la difusió de la genealogia feminista i la recuperació de la memòria històrica de les dones, així com l’estudi, el reconeixement i la visibilització de les seves aportacions i coneixements amb l’objectiu de repensar-les i d’incorporar-les en el cànon universal. El 2024 commemorarà la mort de la pionera de la política republicana Caterina Casas i Maymó, referent del municipalisme femení.
També treballa per entitats, ens locals i formació i el seu Postgrau Polítiques d’Igualtat de Gènere a la Gestió Pública en col·laboració amb l'Escola d’Administració Pública de Catalunya, l’Institut Interuniversitari d’Estudis de Dones i Gènere i la Universitat de Barcelona ha arribat a la sisena edició per formar treballadors de l’administració pública com a referents en gènere.

## Llista de presidentes
| #  | Nom                 | Nom                          | Inici mandat           | Fi mandat              |
| -- | ------------------- | ---------------------------- | ---------------------- | ---------------------- |
| 1  |                     | Joaquima Alemany i Roca      | 17 de juliol de 1989   | 23 de gener de 1990    |
| 1  | 23 de gener de 1990 | Joaquima Alemany i Roca      | 20 d'abril de 1993     |                        |
| 1  | 4 de març de 1997   | Joaquima Alemany i Roca      | 6 de setembre de 1999  |                        |
| 2  |                     | Margarida Àlvarez i Àlvarez  | 10 de gener de 2000    | 24 de desembre de 2002 |
| 3  |                     | Joana Ortega i Alemany       | 24 de desembre de 2002 | 29 de desembre de 2003 |
| 4  |                     | Marta Selva i Masoliver      | 29 de desembre de 2003 | 23 de maig de 2006     |
| 5  |                     | Sara Berbel Sánchez          | 23 de maig de 2006     | 30 de novembre de 2006 |
| -  |                     | Marta Selva i Masoliver      | 30 de novembre de 2006 | 18 de gener de 2011    |
| 6  |                     | Montserrat Gatell Pérez      | 18 de gener de 2011    | 2 de febrer de 2016    |
| 7  |                     | Teresa Maria Pitarch i Albós | 2 de febrer de 2016    | 13 de juny de 2017     |
| 8  |                     | Núria Balada i Cardona       | 13 de juny de 2017     | 3 de setembre de 2019  |
| 9  |                     | Laura Martínez Portell       | 3 de setembre de 2019  | 1 de juny de 2021      |
| 10 |                     | Meritxell Benedí Altés       | 1 de juny de 2021      | 2024                   |
| 11 |                     | Sonia Guerra López           | Octubre de 2024        | En el càrrec           |